# 1936年ガルミッシュ・パルテンキルヘンオリンピックのドイツ選手団
1936年ガルミッシュ・パルテンキルヘンオリンピックのドイツ選手団（1936ねんガルミッシュ・パルテンキルヘンオリンピックのドイツせんしゅだん）は、1936年2月6日から2月16日までドイツのガルミッシュ＝パルテンキルヒェンで開催された1936年ガルミッシュ・パルテンキルヘンオリンピックのドイツ選手団、およびその競技結果。

## 概要
今大会は金メダル3個、銀メダル3個の合計6個のメダルを獲得した。
アルペンスキーでは男女の複合のみが行われ、フランツ・プフニュールとクリストゥル・クランツがそれぞれ男子複合と女子複合を制した。

## メダル
| メダル | 選手名                                | 競技               | 種目         |
| ------ | ------------------------------------- | ------------------ | ------------ |
| 金     | フランツ・プフニュール                | アルペンスキー     | 男子複合     |
| 金     | クリストゥル・クランツ                | アルペンスキー     | 女子複合     |
| 金     | マキシ・ヘルバー エルンスト・バイアー | フィギュアスケート | ペア         |
| 銀     | グスタフ・ランシュナー                | アルペンスキー     | 男子複合     |
| 銀     | ケーテ・グラゼッガー                  | アルペンスキー     | 女子複合     |
| 銀     | エルンスト・バイアー                  | フィギュアスケート | 男子シングル |